# Северенчук Володимир Володимирович
Северенчук Володимир Володимирович (нар. 15 квітня 1980 — 19 листопада 2022) — солдат Збройних сил України.

## Життєвий шлях
Навчався в Житомирській ЗОШ №33. В 1990-1993 рр. здобував освіту в Центрі професійно-технічної освіти м. Житомира, на професії "Тракторист-машиніст широкого профілю на меліоративних роботах".
У 2015-2016 рр. проходив службу в зоні проведення АТО.
У 2022 р. пішов добровольцем до лав ЗСУ, до 95-ої окремої десантно-штурмової бригади.
Врятував життя побратимів, закривши власним тілом від мін тих, хто був поряд. Помер у військовому шпиталі від отриманих поранень.
"Ми виходили на позицію і нас почали бомбардувати, – розповідає побратим Андрій. – Володимир Северенчук своєю спиною закрив п'ятьох людей. Там, де ми очікували бомбардування, він спиною повністю закрив весь вхід і отримав поранення і в таз, і в руку".
У Володимира Северенчука залишилися мати, дружина, донька.
19 листопада 2022 року похований в Житомирі, на Смолянському військовому цвинтарі.